# Stupkî, Mirhorod
Stupkî (în ucraineană Ступки) este un sat în așezarea urbană Komîșnea din raionul Mirhorod, regiunea Poltava, Ucraina.

## Demografie
Componența lingvistică a localității Stupkî
     Ucraineană (100%)
Conform recensământului din 2001, toată populația localității Stupkî era vorbitoare de ucraineană (100%).